# Gouvernement Ben Ali
République tunisienne
Sfar Baccouche I
Le gouvernement Ben Ali est le septième gouvernement tunisien formé après l'indépendance et le cinquième formé après la restauration du poste de Premier ministre. Son chef, Zine el-Abidine Ben Ali, est nommé Premier ministre le 2 octobre 1987 et assure sa fonction jusqu'au 7 novembre 1987, date à laquelle il accède à la présidence de la République grâce à un coup d'État.
Ce gouvernement succède à celui de Rachid Sfar.

## Composition
La majorité des ministres conservent le portefeuille qu'ils avaient dans le gouvernement Sfar.
Fouad Mebazaa, ministre de la Jeunesse et des Sports, a déjà exercé cette fonction dans le gouvernement Nouira entre 1973 et 1978.

### Premier ministre
| Image | Portefeuille                              |  | Nom                     | Parti |
| ----- | ----------------------------------------- |  | ----------------------- | ----- |
|       | Premier ministre, ministre de l'Intérieur |  | Zine el-Abidine Ben Ali | PSD   |

### Ministres d’État
| Image | Portefeuille                             |  | Nom           | Parti |
| ----- | ---------------------------------------- |  | ------------- | ----- |
|       | Ministre d’État, ministre de l'Éducation |  | Mohamed Sayah | PSD   |

### Ministres
| Image | Portefeuille                           |  | Nom                   | Parti |
| ----- | -------------------------------------- |  | --------------------- | ----- |
|       | Ministre des Affaires étrangères       |  | Hédi Mabrouk          | PSD   |
|       | Ministre de la Défense                 |  | Slaheddine Baly       | PSD   |
|       | Ministre de la Justice                 |  | Mohamed Salah Ayari   | PSD   |
|       | Ministre de l'Industrie et du Commerce |  | Slaheddine Ben Mbarek | PSD   |
|       | Ministre de la Santé                   |  | Souad Lyagoubi        | PSD   |
|       | Ministre du Transport                  |  | Abderrazak Kéfi       | PSD   |
|       | Ministre de la Jeunesse et des Sports  |  | Hamed Karoui          | PSD   |
|       | Ministre de la Culture                 |  | Zakaria Ben Mustapha  | PSD   |

## Remaniements
| Image | Portefeuille                          |  | Nom           | Parti |
| ----- | ------------------------------------- |  | ------------- | ----- |
|       | Ministre de la Jeunesse et des Sports |  | Fouad Mebazaa | PSD   |

## Départ du gouvernement
Le 7 novembre 1987, le Premier ministre Ben Ali renverse le président Habib Bourguiba pour raisons de santé et prend le pouvoir. Il annonce l'instauration d'une démocratie et la limitation du nombre de mandats présidentiels. Le même jour, il devient président de la République et nomme Hédi Baccouche comme Premier ministre. Il prend aussi la direction du Parti socialiste destourien.